# Исидро Метапан
«Исидро» Метапан — сальвадорский футбольный клуб из города Метапан, в настоящий момент выступает в Премере Сальвадора, сильнейшем дивизионе Сальвадора.

## История
Клуб основан в 2000 году, домашние матчи проводит на арене «Хорхе Калеро Суарес», вмещающей 8 000 зрителей. За последние годы «Исидро Метапан» выиграл 10 чемпионатов Сальвадора, и является безусловным лидером сальвадорского футбола последних лет. С сезона 2008/09 «Исидро Метапан» ежегодно принимает участие в Лиге чемпионов КОНКАКАФ, лучшего для себя результата клуб добился в розыгрыше сезона 2011/12, выйдя в четвертьфинал турнира, в котором он стал единственным представителем Центральной Америки.

## Достижения
- Чемпионат Сальвадора по футболу:
  - Чемпион (10): Кл. 2007, Ап. 2008, Кл. 2009, Кл. 2010, Ап. 2010, Ап. 2011, Ап. 2012, Ап. 2013, Кл. 2014, Ап. 2014.
  - Вице-чемпион (1): Ап. 2005, Кл. 2012, Кл. 2015
- Кубок Месоамерики:
  - Финалист (1): 2011.

## Участие в международных турнирах
- Клубный кубок UNCAF: 1 раз

2007: Первый раунд
- Лига чемпионов КОНКАКАФ: 4 раза

2008-09: Предварительный раунд
2009-10: Групповой этап
2010-11: Предварительный раунд
2011-12: 1/4 финала
- Кубок Месоамерики: 1 раз

2011: Финалист